# Katreus
Katreus (altgriechisch Κατρεύς Katreús) ist in der griechischen Mythologie der Sohn des Minos und der Pasiphae. Nach Überlieferung des Asklepiades von Samos war Krete seine Mutter. Er wurde nach seinem Vater König von Kreta. Seine Kinder waren Althaimenes, Aërope, Klymene und Apemosyne.
Ein Orakelspruch verkündete ihm, dass er durch die Hand eines seiner Kinder sterben werde. Daraufhin wanderten Althaimenes und Apemosyne nach Rhodos aus. Die anderen Töchter verheiratete er auf das Festland. Klymene heiratete Nauplios und Aërope heiratete Pleisthenes oder nach anderer Überlieferung Atreus. So war die verkündete Gefahr gebannt.
Als Katreus alt geworden war, segelte er nach Rhodos, um die Regierung Kretas seinem Sohn zu übertragen. Als er und seine Begleiter jedoch an Land gingen, hielten Hirten sie für Seeräuber und bewarfen sie mit Steinen. Bevor das Missverständnis aufgeklärt wurde, kam Althaimenes, Katreus Sohn, hinzu und tötete seinen Vater mit einem Speer. Als er begriff, dass sich durch ihn das Orakel erfüllt hatte, wurde er auf sein Flehen hin von einer Erdspalte verschlungen.
Zu Katreus’ Begräbnis kam auch sein Enkel Menelaos. Als dieser fern von zuhause war, nutzte Paris von Troja die Gelegenheit und entführte dessen Gattin Helena, was letztlich zum Trojanischen Krieg führte.
Da mit Althaimenes der einzige Sohn des Katreus gestorben war, bestieg Katreus’ Bruder Deukalion den Thron von Kreta.